# Henri Antchouet
Henri Antchouet (* 2. August 1979 in Libreville) ist ein gabunischer Fußballspieler.

## Karriere

### Klub
Er begann seine Karriere beim FC 105 Libreville. 2000/01 wechselte er nach Portugal, wo er für den Leixões SC und Belenenses Lissabon spielte. 2005 ging er zum spanischen Klub Deportivo Alavés, wo er aber nur dreimal zum Einsatz kam. Er wurde nacheinander an Vitória Guimarães (Portugal), al-Shabab (Saudi-Arabien) und AE Larisa (Griechenland) ausgeliehen. Dort gelang ihm 2007 im griechischen Pokalfinale gegen Panathinaikos Athen der 2:1-Siegtreffer. Danach wurde er aber positiv auf Kokain getestet und wegen dieses Dopingvergehens für zwei Jahre gesperrt.
Ab 2009 spielte er wieder in Portugal, eine Saison bei GD Estoril Praia und eine bei Moreirense FC. Von 2011 bis 2014 stand er in Indien beim Churchill Brothers SC unter Vertrag, dann ging er in sein Heimatland zum AC Bongoville.

### Nationalmannschaft
Zwischen 1999 und 2012 wurde Antchouet 17 Mal in die Gabunische Nationalmannschaft berufen.